# Nekrolog 1634
Nekrolog
◄◄
| ◄
| 1630
| 1631
| 1632
| 1633
| 1634 | 1635 | 1636 | 1637 | 1638 | ► | ►►
Weitere Ereignisse | Allgemeiner Nekrolog 1634
Die Beschreibung der verstorbenen Person sollte so kurz wie möglich gehalten sein und nur deren signifikante Tätigkeit(en) enthalten.
Neue Namen ggf. auch unter dem Geburts- und Sterbedatum, also etwa unter 1. Januar und im Geburts- und Sterbejahr (2024) eintragen (nur bei entsprechender großer Wichtigkeit). Für Beispiele siehe die schon vorhandenen Artikel.
Außerdem über die fünf zuletzt Verstorbenen, zu denen es einen ausreichend guten Artikel für eine Präsentation auf der Hauptseite gibt, nach der todesbedingten Überarbeitung der Artikel ggf. auch unter Wikipedia Diskussion:Hauptseite informieren und sie am besten auch in den anderen Wikipedia-Sprachversionen eintragen. Tipp: Regelmäßig bei news.google.de nach „ist tot“, „gestorben“ oder „verstorben“ suchen.
Wenn eine Person gestorben ist, gibt es viele Seiten zu dieser Person in der Wikipedia, die davon auch betroffen sind und entsprechend aktualisiert werden müssen. Beispiele: Namenübersichtsseite, Geburtsjahr, Geburtsort-Seiten und viele mehr.
Wie finde ich die betroffenen Seiten?
Im Suchfeld auf der linken Seite gibt man den Suchbegriff so ein: „Vorname Nachname“. Dann klickt man auf Volltext und alle Seiten mit entsprechendem Suchtext werden aufgerufen. Hier sieht man dann schnell, wo auch das Todesjahr Sinn macht oder sogar ein Teil des Artikels angepasst werden muss. Auch hilft das „Werkzeug“ auf der linken Seite sehr gut, um solche Seiten aufzufinden: „Links auf diese Seite“. Somit ist die Wikipedia wieder aktuell in allen Bereichen! Hinweis: bei Eintragung der Kategorie „Gestorben JAHR“ wird der Missbrauchsfilter 49 ausgelöst, was jedoch nicht schlimm ist. Siehe: Spezial:Missbrauchsfilter/49
Dies ist eine Liste von im Jahr 1634 verstorbenen bekannten Persönlichkeiten. Die Einträge erfolgen innerhalb der einzelnen Daten alphabetisch sortiert. Tiere sind im Nekrolog für Tiere zu finden.

## Januar
| Tag        | Name                                     | Beruf, bekannt als                                                  | Alter | Beleg |
| ---------- | ---------------------------------------- | ------------------------------------------------------------------- | ----- | ----- |
| 2. Januar  | Thomas Schott                            | deutsch-schweizerischer Orgelbauer                                  |       |       |
| 3. Januar  | Tobias Knobloch                          | Arzt und medizinischer Schriftsteller                               | 59    |       |
| 13. Januar | Antonio Albergati                        | Bischof und Apostolischer Nuntius                                   | 67    |       |
| 14. Januar | Gómez Suárez de Figueroa, duque de Feria | spanischer Staatsmann und General                                   | 46    |       |
| 17. Januar | Albert Molnár                            | reformierter Theologe, Philologe, Übersetzung der ungarischen Bibel | 59    |       |
| 20. Januar | Albrecht Günther                         | regierender Graf des Hauses Schwarzburg-Rudolstadt (1612–1634)      | 51    |       |
| Januar     | Walter Travers                           | englischer puritanischer Autor                                      |       |       |

## Februar
| Tag         | Name                                   | Beruf, bekannt als                                                                               | Alter | Beleg |
| ----------- | -------------------------------------- | ------------------------------------------------------------------------------------------------ | ----- | ----- |
| 1. Februar  | Benjamin Starck                        | evangelisch-lutherischer Theologe                                                                | 79    |       |
| 10. Februar | Caspar Pezel                           | deutscher Jurist, Bibliothekar und Archivar                                                      |       |       |
| 15. Februar | Wilhelm Fabry                          | deutsch-schweizerischer Wundarzt, gilt als Begründer der wissenschaftlichen Chirurgie            | 73    |       |
| 25. Februar | Christian von Ilow                     | Truppenführer im Dreißigjährigen Krieg, kaiserlicher Feldmarschall und Parteigänger Wallensteins |       |       |
| 25. Februar | Wilhelm Kinsky von Wchinitz und Tettau | böhmischer Staatsmann, Vertrauter, Unterhändler und Ratgeber Wallensteins                        |       |       |
| 25. Februar | Adam Erdmann Trčka von Lípa            | kaiserlicher General im Dreißigjährigen Krieg und Parteigänger Wallensteins                      |       |       |
| 25. Februar | Wallenstein                            | General im Dreißigjährigen Krieg                                                                 | 50    |       |

## März
| Tag      | Name                      | Beruf, bekannt als                                                       | Alter | Beleg |
| -------- | ------------------------- | ------------------------------------------------------------------------ | ----- | ----- |
| 8. März  | Lorenz Möller             | deutscher Jurist und Politiker                                           |       |       |
| 9. März  | Karl                      | Graf von Hohenzollern-Haigerloch                                         |       |       |
| 19. März | Antonio Freire de Andrade | portugiesischer Jesuit, Missionar und Forschungsreisender                |       |       |
| 20. März | Wilhelm                   | Landgraf von Leuchtenberg                                                | 48    |       |
| 30. März | Hannibal von Schauenburg  | Generalfeldzeugmeister und Generalfeldmarschall im Dreißigjährigen Krieg |       |       |

## April
| Tag       | Name                   | Beruf, bekannt als                                                                        | Alter | Beleg |
| --------- | ---------------------- | ----------------------------------------------------------------------------------------- | ----- | ----- |
| 10. April | Ludwig Wilhelm Zelking | Kämmerer von Ferdinand II.                                                                |       |       |
| 12. April | Hermann Fabronius      | deutscher evangelischer Theologe und Dichter                                              | 63    |       |
| 18. April | Laurenz van de Sype    | Festungsbaumeister, Bauschreiber, Architekt und Kupferstecher                             |       |       |
| 21. April | Bartolomeo Ratti       | italienischer Franziskanerbruder, Priester, Organist, Sänger, Kapellmeister und Komponist | ≈69   |       |
| 28. April | Benedikt Faber         | deutscher Komponist                                                                       |       |       |
| April     | Thomas Button          | englischer Seefahrer und Polarforscher                                                    |       |       |

## Mai
| Tag     | Name                                 | Beruf, bekannt als                                                         | Alter | Beleg |
| ------- | ------------------------------------ | -------------------------------------------------------------------------- | ----- | ----- |
| 2. Mai  | Jacob Bassevi                        | böhmischer Hoffaktor und Finanzier                                         |       |       |
| 9. Mai  | Nathanael Scholz von Schollenstern   | Görlitzer Ratsherr, Schöffe und Richter sowie Landesherr auf Deutsch-Ossig | 44    |       |
| 12. Mai | George Chapman                       | englischer Dramatiker und Dichter                                          |       |       |
| 14. Mai | Hans Krumpper                        | deutscher Bildhauer, Stuckateur, Altarbauer, Architekt                     |       |       |
| 15. Mai | Hendrick Avercamp                    | niederländischer Maler                                                     |       |       |
| 15. Mai | Johann Heinrich Luz von Rizmannsdorf | Benediktiner                                                               |       |       |
| 18. Mai | Benedikt von Ahlefeldt               | Erbherr auf Haseldorf, Osterrade, Kluvensiek und Klosterpropst zu Uetersen | 41    |       |
| 19. Mai | Ortolph Fomann der Ältere            | deutscher Philosoph und Rechtswissenschaftler                              | 74    |       |

## Juni
| Tag      | Name                  | Beruf, bekannt als                             | Alter | Beleg |
| -------- | --------------------- | ---------------------------------------------- | ----- | ----- |
| 1. Juni  | Nicholas de Courville | französischer General in schwedischen Diensten |       |       |
| 3. Juni  | Georg Gustav          | Pfalzgraf von Veldenz                          | 70    |       |
| 4. Juni  | Luca Antonio Virili   | italienischer Kardinal                         |       |       |
| 14. Juni | Franz Schmidt         | Scharfrichter                                  |       |       |
| 20. Juni | Nicolas Ager          | französischer Botaniker                        |       |       |
| 25. Juni | John Marston          | englischer Dramatiker und Schriftsteller       | 57    |       |
| 27. Juni | Gottfried Reuter      | deutscher Rechtswissenschaftler                | 48    |       |

## Juli
| Tag      | Name                 | Beruf, bekannt als                | Alter | Beleg |
| -------- | -------------------- | --------------------------------- | ----- | ----- |
| 22. Juli | Johann von Aldringen | Feldherr im Dreißigjährigen Krieg | 45    |       |
| 26. Juli | Laurentius Laelius   | deutscher Theologe                | 62    |       |
| 31. Juli | Hermann Vultejus     | deutscher Jurist                  | 78    |       |

## August
| Tag        | Name                             | Beruf, bekannt als                                                               | Alter | Beleg |
| ---------- | -------------------------------- | -------------------------------------------------------------------------------- | ----- | ----- |
| 3. August  | Adam Philipp XI. von Cronberg    | hessischer Reichsgraf und Kürassier-General                                      |       |       |
| 4. August  | Johann Martin Baur von Eysseneck | Kaiserlicher Rat und Schultheiß                                                  | 57    |       |
| 9. August  | Veit Höser                       | Benediktinerabt im Kloster Oberalteich                                           | 57    |       |
| 9. August  | Pieter de Jode der Ältere        | Kupferstecher                                                                    |       |       |
| 11. August | Friedrich Ulrich                 | Herzog zu Braunschweig-Lüneburg, Fürst von Braunschweig-Wolfenbüttel (1613–1634) | 43    |       |
| 11. August | David Reutzius                   | lutherischer Theologe, Generalsuperintendent von Pommern-Stettin                 | 58    |       |
| 14. August | Georg Gutke                      | deutscher Philosoph und Pädagoge                                                 | 44    |       |
| 15. August | Johann Carolus                   | Herausgeber und Buchdrucker in Straßburg                                         | 59    |       |
| 18. August | Urbain Grandier                  | französischer Geistlicher                                                        |       |       |
| August     | Hans Schwenke                    | deutscher Bildhauer                                                              | 44    |       |

## September
| Tag           | Name                                            | Beruf, bekannt als                                                    | Alter | Beleg |
| ------------- | ----------------------------------------------- | --------------------------------------------------------------------- | ----- | ----- |
| 3. September  | Edward Coke                                     | englischer Richter und Politiker                                      | 82    |       |
| 3. September  | Johann Friedrich von Schleswig-Holstein-Gottorf | Erzbischof von Bremen, Fürstbischof von Lübeck und Bischof von Verden | 55    |       |
| 6. September  | Friedrich III.                                  | Markgraf von Brandenburg-Ansbach                                      | 18    |       |
| 8. September  | Johannes Schröter                               | deutscher Buchdrucker in Basel (Schweiz)                              |       |       |
| 26. September | Dorothea von Anhalt-Zerbst                      | Herzogin von Braunschweig-Wolfenbüttel                                | 27    |       |
| 29. September | Jan Rudolf Trčka von Lípa                       | böhmischer Adeliger                                                   |       |       |

## Oktober
| Tag         | Name                                    | Beruf, bekannt als                                            | Alter | Beleg |
| ----------- | --------------------------------------- | ------------------------------------------------------------- | ----- | ----- |
| 5. Oktober  | Georg Schultze                          | deutscher Rechtswissenschaftler                               | 35    |       |
| 8. Oktober  | Franz Julius von Sachsen-Lauenburg      | Prinz von Sachsen-Lauenburg                                   | 50    |       |
| 16. Oktober | Otto Ludwig von Salm-Kyrburg-Mörchingen | schwedischer General im Dreißigjährigen Krieg                 | 37    |       |
| 18. Oktober | Hans Ulrich von Eggenberg               | Direktor des geheimen Rats und Obersthofmeister Ferdinand II. |       |       |
| 21. Oktober | Otto von Preen                          | deutscher Jurist und Hofbeamter                               | 54    |       |
| 30. Oktober | György Káldi                            | ungarischer Jesuit und Bibelübersetzer                        | 61    |       |
| 31. Oktober | Erasmus Widmann                         | deutscher Organist und Komponist                              | 62    |       |

## November
| Tag          | Name                                  | Beruf, bekannt als | Alter | Beleg |
| ------------ | ------------------------------------- | --- | ----- | ----- |
| 7. November  | Georg Brentel der Jüngere             | schwäbischer Maler, Zeichner und Verfasser von Schriften über Sonnenuhren und zur Instrumentenkunde, sowie Ratsmitglied und Bürgermeister in Lauingen | 53    |       |
| 14. November | Sophia von Schleswig-Holstein-Gottorf | Regentin von Mecklenburg-Schwerin | 65    |       |
| 15. November | Johann Staden                         | deutscher Organist und Komponist |       |       |
| 19. November | Alexander Karl Wasa                   | Prinz des polnisch-litauischen Hauses Wasa | 20    |       |
| 20. November | Anna Maria zu Solms-Sonnenwalde       | Gräfin von Hohenlohe-Langenburg | 49    |       |
| 23. November | Philipp Otto zu Salm                  | Fürst zu Salm | 59    |       |

## Dezember
| Tag          | Name                                 | Beruf, bekannt als                                                       | Alter | Beleg |
| ------------ | ------------------------------------ | ------------------------------------------------------------------------ | ----- | ----- |
| 11. Dezember | Fadrique Álvarez de Toledo y Mendoza | spanischer Adliger, Offizier und Admiral                                 | 54    |       |
| 13. Dezember | Johann Suevus                        | deutscher Rechtswissenschaftler                                          |       |       |
| 14. Dezember | John Erskine, 19. Earl of Mar        | schottischer Adeliger, 19. Earl of Mar                                   |       |       |
| 20. Dezember | Peter Heige der Jüngere              | deutscher Mediziner und Hofarzt                                          | 37    |       |
| 20. Dezember | Sebastian Hornmold der Jüngere       | deutscher Jurist, poeta laureatus in Heilbronn und württembergischer Rat | 72    |       |
| 22. Dezember | Matthäus Rader                       | Jesuit, Philologe und Historiker                                         |       |       |
| 25. Dezember | Walter Butler                        | Oberst im Heer Wallensteins                                              |       |       |
| 26. Dezember | Lettice Knollys                      | britische Adlige                                                         | 91    |       |
| 29. Dezember | Johann Albert Wasa                   | Kardinal und Prinz von Polen                                             | 22    |       |
| Dezember     | William Paddy                        | britischer Hofarzt                                                       |       |       |

## Datum unbekannt
| Tag              | Name                            | Beruf, bekannt als                                                   | Alter | Beleg |
| ---------------- | ------------------------------- | -------------------------------------------------------------------- | ----- | ----- |
|                  | Hernando Arias de Saavedra      | spanischer iberoamerikanischer Gouverneur                            |       |       |
|                  | Adriano Banchieri               | italienischer Mönch und Komponist                                    |       |       |
|                  | Johannes Barra                  | niederländischer Maler und Kupferstecher                             |       |       |
|                  | Hans Friedrich Brentel          | fränkischer Maler und Münzenschneider                                |       |       |
|                  | Giovanni Simone Comandè         | italienischer Maler der Spätrenaissance                              |       |       |
|                  | Randle Cotgrave                 | britischer Romanist und Lexikograf                                   |       |       |
|                  | Friedrich von Donin             | böhmischer Adliger, Reisender und Schriftsteller der Renaissance     |       |       |
|                  | Adolar Erich                    | Kartograf, evangelischer Theologe                                    |       |       |
|                  | Friedrich von Gemmingen         | Grundherr in Eschenau                                                |       |       |
|                  | George Hay, 1. Earl of Kinnoull | schottischer Adliger, Lordkanzler von Schottland                     |       |       |
|                  | Henning von Goetze              | kurbrandenburgischer Oberst, Regimentschef und Festungskommandant    |       |       |
|                  | Gioachino Greco                 | italienischer Schachmeister                                          |       |       |
|                  | Johann Gymnich IV.              | deutscher Drucker und Verleger                                       |       |       |
|                  | Maria Holl                      | deutsche Gastwirtin, als Hexe verfolgt und freigesprochen            |       |       |
|                  | Johann Matthias Kager           | deutscher Maler und Architekt                                        |       |       |
|                  | Khara-Khula                     | Prinz (Tayiji) der Oiraten                                           |       |       |
|                  | George Kirbye                   | englischer Komponist                                                 |       |       |
|                  | Andreas von Kochtizky           | schlesischer Landesbeamter                                           |       |       |
|                  | Ligdan Khan                     | Khan der Mongolen                                                    |       |       |
|                  | Johan Moreelse                  | niederländischer Maler des Barock                                    |       |       |
| Juli oder August | Gregorio Naro                   | italienischer Geistlicher, Bischof und Kardinal der Römischen Kirche |       |       |
|                  | Georg Petel                     | deutscher Bildhauer, Bossierer und Elfenbeinschnitzer                |       |       |
|                  | Christoph Rodt                  | deutscher Bildhauer                                                  |       |       |
|                  | Michail Borissowitsch Schein    | russischer Heerführer                                                |       |       |
|                  | Taranatha                       | tibetischer Lama der Jonang-Schule                                   |       |       |
|                  | Hans Widmann                    | Kaufmann in Venedig                                                  |       |       |